# Mary Stewart, Baroness Stewart of Alvechurch
Mary Stewart, Baroness Stewart of Alvechurch (* 8. Mai 1903 in Bradford, West Yorkshire, England; † 28. Dezember 1984) war eine britische Politikerin der Labour Party. Seit 1975 war sie als Life Peeress Mitglied des House of Lords.

## Leben
Mary Elizabeth Henderson Birkinshaw wurde als Tochter des Handlungsreisenden Herbert Birkinshaw und dessen Ehefrau Isabella Birkinshaw, geborene Garbutt, in West Yorkshire im Norden Englands geboren. Sie besuchte die King Edward VI High School for Girls (KEHS) in Birmingham und das Bedford College der University of London. Dort schloss sie 1928 mit einem Bachelor im Fach Philosophie ab. Sie arbeitete als Lehrerin. Von 1940 bis Dezember 1941 war sie als Dozentin (Lecturer) bei der Workers Educational Association tätig.
Während des Zweiten Weltkriegs war sie im freiwilligen Kriegseinsatz. Sie arbeitete zunächst als „Senior Marshall“ im Luftschutzbunker des Bahnhofs St Pancras (St Pancras air raid shelter) in London (Juni 1940–Februar 1941) und am Krankenhaus in Brentford in der Grafschaft Essex (September–Dezember 1941).
Von Dezember 1941 bis 1945 gehörte sie der Women’s Auxiliary Air Force (WAAF) an; sie war an verschiedenen Stützpunkten und Einsatzorten stationiert. Ihre Einsatzorte und Tätigkeiten waren bei den W.A.A.F.-Standorten in Gloucester (Dezember 1941–Januar 1942), in Morecambe in der Grafschaft Lancashire (Januar–Februar 1942) und in Bridgnorth in der Grafschaft Shropshire (Februar–April 1942). Im Juni 1942 wurde sie zum „Assistant Section Officer“ befördert. Sie diente dann bei der Women’s Royal Air Force (W.R.A.F.) in Great Bromley in der Grafschaft Essex (Juni–Oktober 1942), in Barkway in der Grafschaft Hertfordshire (November 1942–Februar 1943) und in Swanage in der Grafschaft Dorset (März–Juli 1943). Ab 1943 war sie Psychiatrische Assistentin (Psychiatric Assistant) am W.R.A.F.-Standort in Newtownards, County Down, Nordirland (August 1943–Januar 1944), in den London Headquarters (Januar–März 1944) und in Eastchurch in der Grafschaft Kent (März 1944–April 1945) tätig.
Nach dem Zweiten Weltkrieg nahm sie ihre Unterrichtstätigkeit bei der Workers' Educational Association wieder auf; sie arbeitete dort bis 1964 als Lehrerin (Tutor). 1949 wurde sie Friedensrichterin für London. Sie war Mitglied im Vorstand der Fabian Society (1950–1985); 1963–1964 war sie Vorsitzende (Chairman) der Fabian Society. Für die Fabian Society verfasste sie Artikel und politische Aufklärungsschriften.
Sie war weiters Vorsitzende (Chairman) des Board of Governors des Charing Cross Hospital [London], (1966–1974), des East London Juvenile Court (1956–1966) und der Fulham-Gilliatt Comprehensive School (1974–1979). Sie war Mitglied des Joint Governing Body der Fulham Gilliatt and Mary Boon Schools (1980). Sie war außerdem Ehrenpräsidentin (Honorary President) der Diplomatic Service Wives' Association (bis 1970).
Ihr schriftlicher Nachlass (Brief, Artikel, Streitschriften usw.) wird, gemeinsam mit dem ihres Mannes, im Churchill College der University of Cambridge aufbewahrt.

## Mitgliedschaft im House of Lords
Am 15. Januar 1975 wurde Stewart zum Life Peer ernannt und wurde Mitglied des House of Lords; sie trug den Titel Baroness Stewart of Alvechurch, of Fulham in Greater London. Im House of Lords saß sie für die Labour Party. Am 28. Januar 1975 wurde sie, unterstützt von Barbara Wootton und Annie Llewelyn-Davies, Baroness Llewelyn-Davies of Hastoe, offiziell im House of Lords eingeführt.
Stewart engagierte sich politisch und sozial insbesondere für Krankenhäuser, Schulen und für den Strafvollzug und das Jugendstrafrecht. Stewart und ihr Ehemann Michael Stewart, Baron Stewart of Fulham waren somit eines der wenigen Paare im House of Lords, die beide einen Adelstitel aus eigenem Recht besaßen.

## Privates
Stewart war zweimal verheiratet. Sie heiratete 1931 in erster Ehe Robert Godfrey Goodyear; die Ehe wurde 1941 wieder geschieden. Am 26. Juli 1941 heiratete sie in zweiter Ehe den Labour-Politiker und späteren britischen Außenminister Michael Stewart, Baron Stewart of Fulham.